# Vreneli
Pour un article plus général, voir pièces de monnaie en franc suisse.

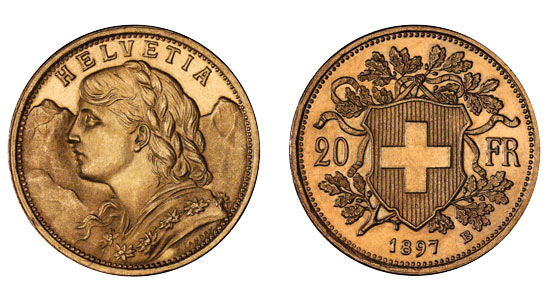
20 francs.

Le Vreneli (en allemand et en français) est le nom populaire d'une gamme de pièces de monnaie en franc suisse en or.
Ces pièces sont parfois confondues avec l'émission précédente (1883-1896) dite Helvetia.
Ces pièces ont été émises entre 1897 et 1935 et démonétisées le 27 septembre 1936. Des refrappes aux millésimes L1935, 1947 et 1949 reprenant les motifs d'origine de la 20 Fr ont été mises sur le marché pour alimenter le marché de l'or de 1945 à 1949 (Le L devant le millésime 1935 signifiant « Lingot » pour différencier cette refrappe de la monnaie originale et démonétisée).

## Origine du nom
Le nom de la pièce provient de « Verena », une personnification féminine de la Confédération suisse (semblable à la « Marianne » française ou à la « Miss Liberty » américaine). L'effigie ornant l’avers de la pièce est probablement tirée d'un portrait de Françoise Kramer-Egli (1859-1946) née à Neuchâtel.

## Aspect
Les Vreneli ont des valeurs faciales de 10, 20 ou 100 francs suisses. En principe, le terme « Vreneli » est réservé à la pièce de 20 francs. La pièce de 10 francs est dénommée « Demi-Vreneli ».
Cette pièce a les mêmes caractéristiques que, par exemple, la pièce de 20 francs français frappée jusqu'en 1914, et d'une manière générale, respecte les caractéristiques de l'Union monétaire latine.

### Caractéristiques
- Dénomination : Croix Suisse 20 Francs (Vreneli).
- Année d'édition : 1897.
- Titre : 900,0 ‰.
- Masse : 6,45 g.
- Diamètre : 21,0 mm.
- Épaisseur : 1,25 mm.
- Contenance en or : 5,806 g.
- Tirage : 58 900 000.
- Lieu de frappe : Berne (Suisse).
- Métal : or.

### Avers
L'avers porte un buste sénestre d'Helvetia portant un diadème et une guirlande d'edelweiss devant un paysage montagneux. Sous le portrait apparait la signature « F. LANDRY ». Toutes les pièces émises entre 1897 et 1949 ont été conçues par le graveur Fritz Ulysse Landry de Neuchâtel.

### Revers
Le revers de la pièce de monnaie de 20 francs porte les armoiries suisses (de gueules à la croix alésée d'argent) sur une branche de chêne avec la valeur faciale de part et d'autre de l'écu. Ces pièces de monnaie ont été frappées dans l'atelier de fabrication des monnaies à Berne. Les pièces sont identifiées par un poinçon "B" (sans point).
Le listel porte les grènetis. Le grènetis désigne plus particulièrement le rang de petits grains en relief situé au bord des monnaies. La tranche de la pièce de monnaie est imprimée étoilée en relief (22 étoiles).
Les pièces produites à partir de l'or extrait des mines de Gondo sont reconnaissables par une petite croix supplémentaire située au milieu de la croix helvétique. Ces pièces, frappées en quelques dizaines d'exemplaires, sont extrêmement rares. Elles sont un peu plus claires que les autres et leur cote est très supérieure à celle des Vrenelis classiques.

## Émissions
Plus de 61 millions de pièces ont été frappées. La pièce de 20 francs est la plus commune (58 234 255 dont 39 208 813 « refrappes » 20 francs Vreneli émis de 1945 à 1949) et elle est populaire comme pièce de monnaie de lingot. Les pièces de 10 francs ont été frappées à 2 650 056 exemplaires. Les plus rares sont les pièces de 100 francs, dont seuls 5 000 exemplaires ont été produits, et seulement en 1925. Leur rareté en fait des objets recherchés par les numismates.

### Pièce de 10 francs

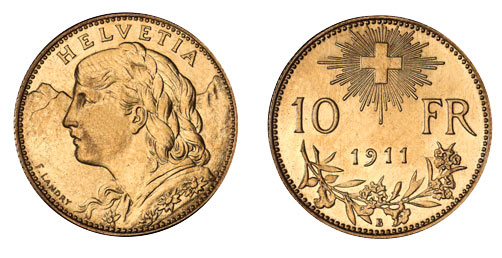
10 francs.

Les pièces de 10 francs ont été frappées seulement entre 1911 (100 000) et 1916 (130 000), ainsi qu'en 1922 (1 020 000). Bien que l’avers soit le même pour les pièces de 10, 20  et   100 francs, le revers des pièces de 10 et 100 est le même et montre la croix suisse rayonnante au-dessus d'une branche de rhododendrons et de gentianes. 2,65 millions de pièces au total furent mises en circulation et elles sont démonétisées depuis le 27 septembre 1936.

### Pièce de 20 francs
Les pièces de 20 francs ont été produites à 19 025 442 exemplaires complétées par 39 208 813 refrappes de 1945 à 1949. C'est de loin la série la plus importante et la plus populaire.
Parmi les pièces de 20 francs, la pièce émise en 1926 a été limitée à 50 000 exemplaires seulement (contre plusieurs centaines de milliers les années précédentes). Jusqu'alors très régulières, les frappes se sont espacées. Après 1926, il y eut les frappes 1927, 1930, 1935, puis les refrappes de 1945, 1946 et 1947 (au « faux » millésime L1935) et 1947 et 1949 (respectivement aux millésimes 1947 et 1949 et avec une tranche insculpée de la légende : Ad Legem Anni MCMXXXI).
Aucune émission de refrappe de Vreneli n'a été faite après 1949.

### Pièce de 100 francs

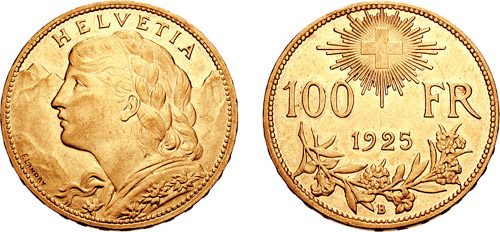
100 francs.

La pièce de 100 francs a été frappée uniquement en 1925 dans la quantité très limitée de 5 000 exemplaires. Sa rareté la rend très recherchée par les numismates. Sur le marché de la collection, sa valeur (pour une pièce impeccable) s'élève à 10 000 francs en 2008.

### Refrappées de 1935
Durant l’année 1935, 175 000 frappes de pièces de 20 francs ont été produites. Cependant, vingt millions de refrappes de la pièce d'origine démonétisée (20 008 813) portant le millésime « L1935B », avec le « L » indiquant « lingot », et le « B » indiquant l'atelier de monnayage de Berne, ont été frappées en 1945 (3 500 000), 1946 (7 108 813) et 1947 (9 400 000). Des 9 200 000 pièces additionnelles contemporaines frappées et datées 1947 ont été également produites. Il n'y a eu aucune refrappe dans les années 1945 et 1946.

## Contexte historique
Constituée en État fédéral en 1848, la Suisse adopta le franc suisse, aligné sur le franc français en 1850, et adhéra à l’Union latine en décembre 1865.
Ce type est frappé à la suite de la loi du 6 janvier 1896. Entre 1896 et 1926, le Vreneli est fabriqué dans le cadre de l’Union latine, puis, hors Union, jusqu’en 1935. Enfin des pièces furent encore frappées en 1947 et 1949 à titre boursier.

### Union latine
La dénomination de 20 francs avec les caractéristiques mentionnées ci-dessus a été établie la première fois par Napoléon Ier pour la France en 1803. Ces spécifications sont restées en usage jusqu’à la Première Guerre mondiale dans l'Union latine. La Suisse a frappé des pièces de 20 francs, l'Italie des pièces de 20 lires, la Belgique des pièces de 20 francs belges, et la Grèce des pièces de 20 drachmes. Toutes ces pièces ont circulé librement et ont été acceptées dans l'ensemble de l'Europe. Cependant, les empires britannique et allemand ont refusé de suivre cette direction.

### Une émission antérieure
Antérieurement à l'Union latine, une pièce d'or suisse avait déjà été émise avec le Tête d'Helvetia diadémée à gauche avec LIBERTAS en creux sur le diadème et la légende « CONFOEDERATIO – HELVETICA ». Sur le revers, elle porte un écu surmonté d'une étoile dans une couronne composite. Ces pièces furent frappées, conformément à la loi du 22 décembre 1870, entre 1883 et 1896. Elles ne sont pas démonétisées.